# Екземплярський Василь Ілліч
Васи́ль Іллі́ч Екземпля́рський (30 грудня 1874  (11 січня 1875) , Київ  — 3 липня 1933 , Київ, СРСР ) — богослов та релігійний філософ, релігійно-церковний діяч.

## Короткий життєпис
Закінчив Литовську духовну семінарію, 1901 року — Київську духовну академію. 1902 року захистив магістерську дисертацію «Біблійне та святоотче вчення про сутність священства», приват-доцент.
Займався видавництвом та був головним редактором часопису «Христянська думка».
В 1912–1918 роках — голова Київського релігійно-філософського товариства.
Професор кафедри звичаєвого богослов'я Київської духовної академії — з 1907 по 1912. 1912 року звільнений з академії — без права працювати у духовному відомстві «за антиправославну діяльність» (формальний привід — стаття «Гр. Л. Толстой та св. Йоан Золотоустий в їхніх поглядах на життєве значення заповідей Христових»).
7 липня 1918 року на Всеукраїнському православному церковному соборі проросійська більшість ухвалила рішення щодо своїх противників — позбавлення делегатських мандатів прибічників автокефалії Православної церкви в Україні. Того дня було виключено 82 делегати, з них 46 членів колишньої Всеукраїнської православної церковної ради.
Серед виключених були:
- протоієреї Василь Липківський, Павло Погорілко, Нестор Шараївський,
- професори-ліберали Василь Екземплярський, Павло Кудрявцев, Федір Міщенко.

З 11 липня 1918 року — в складі Ученого комітету при Міністерстві ісповідань, який мав координувати богословські дослідження, видавничу діяльність та викладання богословських дисциплін.
Не бажав співпрацювати з радянськими установами, виступав із приватними лекціями в домашній аудиторії. Працював над фундаментальним твором «Образ Христа в його зображеннях».
Похований на Солом'янському цвинтарі.

## Сім'я
- Батько — Єроним (Екземплярський) (11.08.1836 — 15.11.1905, Варшава), єпископ Чернігівський (1885—1890), вікарій Київської єпархії (1890—1898), архієпископ Варшавський (1898—1905).
- Брат — Екземплярський Іван Ілліч (30.03.1868, Київ — 08.08.1902, Київ) — український правознавець
- Брат — Екземплярський Яків Ілліч (22.10.1862, Київ — 1929, Париж) — український громадський діяч, дипломат.